# Seznam budov v Děčíně

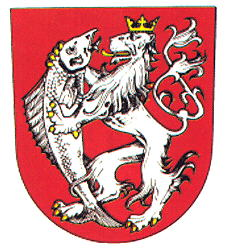
Znak města Děčín

Tento seznam budov v Děčíně zahrnuje nejvýznamnější stavby v severočeském okresním městě Děčíně. Uvedené budovy společně s památkově chráněnými budovami poskytují celkový přehled o architektonické situaci města. 
Celkový přehled urbanistického vývoje a architektonických dějin v městské části Podmokly přináší kniha v němčině Architektur von Bodenbach 1900–1945. Další budovy jsou uvedeny na webu architektury Děčín-Tetschen. Několik z těchto objektů je památkově chráněno.

## Seznam budov v Děčíně
V tomto seznamu jsou uvedeny nejvýznamnější stavby. Budovy, které jsou památkové chráněny, jsou označeny evidenčním číslem ÚSKP (Ústředního seznamu kulturních památek ČR).
| Obrázek                                     | název budovy                                                                      | adresa                                | architekt                                                 | rok výstavby                                                   | poznámky a zdroj |
| ------------------------------------------- | --------------------------------------------------------------------------------- | ------------------------------------- | --------------------------------------------------------- | -------------------------------------------------------------- | --- |
| Městská část Děčín I (Tetschen)             |                                                                                   |                                       |                                                           |                                                                | |
|                                             | Děčínský zámek                                                                    | Dlouhá Jízda 1253/15                  | Jan Václav Kosch                                          | původně hrad ze 13. století přestavěný v 16. století na zámek  | do roku 1932 v majetku rodu Thun-Hohensteinů |
|                                             | Dlouhá Jízda                                                                      | Dlouhá Jízda                          |                                                           | 17. století                                                    | 270 metrů dlouhá ulice sevřená sedm metrů vysokými zdmi se slepými arkádami. Dokončena byla v roce 1672.                                                                                  |
|                                             | zámecká sýpka                                                                     | Nároží 1265/6                         | Kilián Ignác Dientzenhofer                                | 1723–1725                                                      | barokní zámecká sýpka, dnes pobočka pražského ČVUT s ubytováním |
|                                             | kostel Povýšení svatého Kříže s kaplí Panny Marie Sněžné                          | Křížová 14/21                         | snad Jan Blažej Santini-Aichel či Jan Baptista Mathey     | 1691                                                           | kostel sv. Kříže nechali na konci 17. století postavit Thunové. |
|                                             | Římskokatolická farnost – děkanství Děčín I                                       | Křížová 1267/25                       |                                                           |                                                                | Duchovní správa již v 11. století. Farní kostel sv. Kříže z roku 1691, v roce 1702 farnost biskupem Šternberkem povýšena na děkanství.                                                    |
|                                             | kostel svatých Václava a Blažeje                                                  | 28. října                             |                                                           | 1751–1778                                                      | barokní kostel v místě původního gotického farního kostela z roku 1492 zničeného při požáru v roce 1749.                                                                                  |
|                                             | čajový pavilon v zámecké zahradě                                                  | U Plovárny 1264/10c                   |                                                           | druhá třetina 18. století                                      | |
|                                             | sala terrena v zámecké růžové zahradě                                             | Dlouhá Jízda                          |                                                           |                                                                | barokní zahradní pavilon |
|                                             | gloriet v zámecké růžové zahradě                                                  | Dlouhá Jízda                          |                                                           | 17. století                                                    | barokní gloriet se třemi sochami antických bohů od Abrahama Felixe Kitzingera z doby okolo roku 1700                                                                                      |
|                                             | býv. radnice, dnes okresní soud (č. ÚSKP 29092/5-5027)                            | Masarykovo náměstí 1/1                | Johann Gottfried Gutensohn (1792–1851)                    | 1842                                                           | novogotická přestavba od Bernharda Gruebera z roku 1871 Archivováno 4. 10. 2023 na Wayback Machine.                                                                                       |
|                                             | škola (něm. Hauptschule) (č. ÚSKP 29092/5-5027)                                   | Radniční 23/1                         | Bernhard Grueber (1807–1882)                              | 1845–1848                                                      | Novogotika [nedostupný zdroj] |
|                                             | Hotel Česká koruna                                                                | Masarykovo nám. 60/7                  | Julius (I.) Werner                                        |                                                                | přesavěno, dříve Hotel Krone[nedostupný zdroj] |
|                                             | budova spořitelny, dnes úřad práce                                                | Komenského nám. 641/1                 | Franz von Neumann                                         | 1902                                                           | Neorenesance Archivováno 7. 9. 2023 na Wayback Machine. |
|                                             | základní a měšťanská škola                                                        | Komenského náměstí 340/4              |                                                           | 1869–1871                                                      | nyní gymnázium [nedostupný zdroj] |
|                                             | pošta                                                                             | Nám. Svobody 668/2                    |                                                           | 1905                                                           | Archivováno 10. 12. 2023 na Wayback Machine. |
|                                             | okresní hejtmanství                                                               | 17. listopadu 445/6                   | Rudolf Neumann                                            | 1900                                                           | Archivováno 7. 9. 2023 na Wayback Machine. |
|                                             | nádraží Děčín východ                                                              | 17. listopadu 362/15                  | Rudolf Frey (1846–?) a Konrad Wilhelm Hellwag (1827–1882) | 1873/74                                                        | Archivováno 7. 9. 2023 na Wayback Machine. |
|                                             | vila Carla Franze (č. ÚSKP 103750)                                                | Labská 341/34                         |                                                           | 1881                                                           | [nedostupný zdroj] |
|                                             | Hotel Ullrich                                                                     | Čsl. armády 384/1                     |                                                           | 1875                                                           | nyní domov mládeže Archivováno 16. 8. 2022 na Wayback Machine. |
|                                             | průmyslová škola strojní, stavební a dopravní                                     | Čsl. armády 681/10                    |                                                           | 1905                                                           | Archivováno 7. 9. 2023 na Wayback Machine. |
|                                             | vila                                                                              | Čsl. armády 414/11                    |                                                           |                                                                | Archivováno 7. 9. 2023 na Wayback Machine. |
|                                             | magistrát                                                                         | 28. října 1155/2                      |                                                           | 1935–1937                                                      | původně okresní hejtmanství Archivováno 7. 9. 2023 na Wayback Machine. |
|                                             | střelnice                                                                         | Labská 691/23                         | Peter Paul Brang (1852–1925)                              | 1904/05                                                        | něm. Schützenhaus Archivováno 7. 9. 2023 na Wayback Machine. |
|                                             | vila                                                                              | Loubská 701/1                         |                                                           |                                                                | Archivováno 7. 9. 2023 na Wayback Machine. |
|                                             | vila                                                                              | Loubská 697/3                         |                                                           | 1868                                                           | Archivováno 7. 9. 2023 na Wayback Machine. |
|                                             | zbytky starokatolického kostela                                                   | Loubská                               | Carl Hönig ml.                                            | 1913                                                           | přestavba Rudolf Kleinpeter v roce 1934 Archivováno 7. 9. 2023 na Wayback Machine. |
|                                             | altán Bohemia                                                                     | Loubská 697/3                         | Wilhelm Doderer (1825–1900)                               | 1866                                                           | [nedostupný zdroj] |
|                                             | altán Labská stráž (něm. Elbwarte)                                                | Stoličná hora (Kvádrberk)             | Carl Hönig                                                | 1888–1890                                                      | Archivováno 29. 1. 2022 na Wayback Machine. |
|                                             | městská knihovna a multimediální centrum Atlantik                                 | Karla Čapka 1441/3                    | AA Atelier Alfa                                           | 2012                                                           | knihovna a multimediální kulturní centrum vzniklé přestavbou staršího kulturního centra                                                                                                   |
|                                             | Tyršův most přes Labe                                                             | Děčín I / Podmokly                    |                                                           | 1933                                                           | postaven na místě starého Řetězového mostu císařovny Alžběty |
| Městská část Děčín II-Nové Město (Neustadt) |                                                                                   |                                       |                                                           |                                                                | |
|                                             | tělocvična (něm. Turnhalle)                                                       | Riegrova 354/8                        |                                                           | 1873/74                                                        | přestavba v roce 1920–1930 Archivováno 7. 9. 2023 na Wayback Machine. |
|                                             | někdejší dívčí penzionát                                                          | Vrchlického 630                       |                                                           | 1900                                                           | dnes základní škola Archivováno 29. 1. 2022 na Wayback Machine. |
|                                             | vila Rudolfa Brettschneidera                                                      | El. Krásnohorské 864/34               | Emil Rösler (1874–1954)                                   | 1924/25                                                        | vila ve stylu art déco majitele tiskárny Rudolfa Bretschneidera (1867–1933) Archivováno 7. 9. 2023 na Wayback Machine.                                                                    |
| Městská část Děčín IV-Podmokly (Bodenbach)  |                                                                                   |                                       |                                                           |                                                                | |
|                                             | Thunovský lovecký zámeček, dnes Oblastní muzeum                                   | Čsl. mládeže 1/31                     | Jan Václav Kosch                                          | 1735                                                           | postaven pro Jana Antonína z Thunu. V první polovině 19. století byla budova rozšířena. V objektu dnes sídlí Oblastní muzeum v Děčíně.                                                    |
|                                             | dívčí základní a měšťanská škola, dnes základní škola                             | Raisova / Máchovo nám. 688/11         | Franz Kündinger                                           | 1910                                                           | historismus Archivováno 7. 9. 2023 na Wayback Machine. |
|                                             | čokoládovna Jordanka firmy Jordan & Timäus                                        | Tržní 1873/2                          |                                                           | 1854                                                           | továrna založena roku 1854, přestavba v roce 1999 firmou ČEZ |
|                                             | nájemní dům                                                                       | Raisova 743/18                        | Hans Hertl a Johann Glaser                                | 1910                                                           | Archivováno 7. 9. 2023 na Wayback Machine. |
|                                             | městské divadlo                                                                   | Teplická 587/75                       | Gustav Pilz                                               | 1901/1918                                                      | přestavba hostince Zur Stadt Dresden dle návrhu Gustava Pilze stavitelem Schicketanzem Archivováno 7. 9. 2023 na Wayback Machine.                                                         |
|                                             | Banka rakousko-uherská (něm. Österreichisch-Ungarische Bank)                      | Zbrojnická 779/7                      |                                                           |                                                                | |
|                                             | pošta a nájemní dům Andrease Putzeho                                              | Zbrojnická 570/9                      |                                                           |                                                                | |
|                                             | Grandhotel Töpfer                                                                 | Zbrojnická 97/18                      |                                                           |                                                                | |
|                                             | Německá agrární a průmyslová banka (něm. Deutsche Agrar- a Industriebank)         | Zbrojnická 802/14                     | Josef Zasche (1871–1957)                                  | 1937/38                                                        | funkcionalismus Archivováno 7. 9. 2023 na Wayback Machine. |
|                                             | pojišťovna Concordia                                                              | Prokopa Holého 808/8                  | Josef Zasche                                              | 1936–1938                                                      | Archivováno 7. 9. 2023 na Wayback Machine. |
|                                             | Böhmische Union Bank – pobočka Podmokly                                           | Plzeňská 79/1                         | Adolf Foehr (1880–1943)                                   | 1937/38                                                        | Nová věcnost, expresionismus Archivováno 3. 12. 2023 na Wayback Machine. |
|                                             | Hotel „Wettiner Hof“                                                              | Prokopa Holého 37/35                  |                                                           |                                                                | |
|                                             | nájemní a obchodní dům Antona Eybena                                              | Plzeňská 674/14                       |                                                           |                                                                | |
|                                             | Ackermannův nájemní a obchodní dům                                                | Palackého 643/3                       |                                                           |                                                                | |
|                                             | nájemní dům Wenzela Langa                                                         | Palackého 1225/17                     |                                                           |                                                                | |
|                                             | dřívější Goethův dům (Goethehaus)                                                 | Bezručova 790/5                       |                                                           |                                                                | |
|                                             | obchodní dům společnosti Eulau-Willsdorfer                                        | Čs. legií 1084/14                     |                                                           |                                                                | |
|                                             | Klimtův nájemní a obchodní dům                                                    | Bezručova 654/15                      |                                                           |                                                                | |
|                                             | nájemní a obchodní dům Rosiny Klimtové                                            | Bezručova 589/17                      |                                                           |                                                                | |
|                                             | Evangelický kostel                                                                | Teplická / Resslova                   | Gotthilf Ludwig Möckel (1838–1915)                        | 1881–1884                                                      | Archivováno 4. 6. 2023 na Wayback Machine. |
|                                             | nájemní a obchodní dům                                                            | Bezručova 656/21                      |                                                           |                                                                | |
|                                             | poštovní a telegrafní úřad                                                        | Podmokelská 148/1                     | Franz Hruška (Hruschka) (1900–?)                          | 1940–1943                                                      | funkcionalismus |
|                                             | Kino a varieté, dnes kino Sněžník                                                 | Podmokelská 1070/24                   | Richard Brosche (1884–1965)                               | 1927                                                           | Archivováno 7. 9. 2023 na Wayback Machine. |
|                                             | nájemní dům Karla Sängera                                                         | Raisova 882/4                         |                                                           |                                                                | |
|                                             | městská spořitelna                                                                | Raisova 1125/1                        |                                                           |                                                                | |
|                                             | městská knihovna                                                                  | Raisova 1155/3                        |                                                           |                                                                | |
|                                             | magistrát a hasičská stanice                                                      | Mírové nám. 1175/5 a Na Valech 1215/4 | Rudolf Perthen (1884–1941)                                | 1929–1932                                                      | Neue Sachlichkeit Archivováno 7. 9. 2023 na Wayback Machine. |
|                                             | spořitelna Bodenbach a nájemní dům                                                | Ruská 647/41                          |                                                           |                                                                | |
|                                             | nájemní a obchodní dům Strache                                                    | Teplická 370/70                       |                                                           |                                                                | |
|                                             | nájemní dům Julie Witochové                                                       | Teplická 367/64                       | Hans Hertl a Johann Glaser                                |                                                                | Archivováno 29. 1. 2023 na Wayback Machine. |
|                                             | nájemní a obchodní dům Kallasch                                                   | Teplická 363/56                       |                                                           |                                                                | |
|                                             | nájemní a obchodní dům Wenzela Langa                                              | Teplická 155/36                       |                                                           |                                                                | |
|                                             | vila Elbhof / Glaserova vila                                                      | Teplická 348/44                       | Philipp Stuchlik, Hans Hertl a Johann Glaser (1873–1950)  | 1865                                                           | přestavba Hertla a Glasera v roce 1907, v roce 1936 přestavba Emila a Josefa Hiekeho. Novorenesanční sloh, inspirováno Portou Nigra v Trevíru Archivováno 12. 4. 2024 na Wayback Machine. |
|                                             | Kino Elbhof a fotoateliér Brand                                                   | Teplická 178/48                       | Hans Hertl a Johann Glaser                                | 1912                                                           | Archivováno 29. 1. 2022 na Wayback Machine. |
|                                             | farní kostel sv. Františka z Assisi                                               | Husovo náměstí                        | Josef Perthen                                             | 1858–1861                                                      | Archivováno 7. 9. 2023 na Wayback Machine. |
|                                             | fara u kostela sv. Františka                                                      | Husovo náměstí                        |                                                           |                                                                | |
|                                             | pobočka ČEZ, původně správní budova Nordböhmische Elektrizitätswerke AG           | Teplická 874/8                        | Rudolf Bitzan (1872–1938)                                 | 1924                                                           | Art déco, klaicisticní expresionismus Archivováno 29. 1. 2022 na Wayback Machine. |
|                                             | výletní restaurant “Pastýřská štěna / Schäferwand” (č. ÚSKP 11343/5-5765)         | Žižkova 236/6                         |                                                           | 1905                                                           | |
|                                             | synagoga (č. ÚSKP 11106/5-5718)                                                   | Žižkova 663/4                         | Andreas Putz a Wilhelm Weber                              | 1906/07                                                        | secese Archivováno 7. 9. 2023 na Wayback Machine. |
|                                             | Seidelova vila                                                                    | Resslova 671/3                        | Rudolf Seidel                                             | 1908                                                           | |
|                                             | vila „Ingeborg“ pro Philippinu a Nikolause Stolterfohtovy                         | Resslova 702/7                        | Karl Sänger                                               | 1909/10                                                        | Archivováno 7. 9. 2023 na Wayback Machine. |
|                                             | vila Johanna a Anny Forstnerových                                                 | Resslova 1105/4                       | Rudolf Seidel                                             |                                                                | |
|                                             | vila Franze Rodnera                                                               | Resslova 634/14                       | Rudolf Seidel                                             | 1906                                                           | |
|                                             | býv. Thunovský přístavní restaurant                                               | Labské nábř. 669/2                    | Wilhelm Weber                                             | 1908                                                           | Archivováno 29. 1. 2022 na Wayback Machine. |
|                                             | nájemní a obchodní dům Anny Tilleové                                              | Na Skřivance 150/1                    | Josef a Emil Hieke                                        | 1934                                                           | Archivováno 29. 1. 2022 na Wayback Machine. |
|                                             | tělocvična (něm. Turnhalle)                                                       | Na Skřivance 343/14                   |                                                           | 1888                                                           | dnes hostel [nedostupný zdroj] |
|                                             | budova hlavního děčínského nádraží                                                | Čsl. mládeže 89/4                     | Carl Schumann (1827–1898)                                 | 1864/65                                                        | Archivováno 7. 9. 2023 na Wayback Machine. |
|                                             | někdejší Hotel U pošty (Hotel zur Post)                                           | Teplická 18/2                         | Friedrich Stamman                                         | 1841                                                           | Archivováno 4. 6. 2023 na Wayback Machine. |
|                                             | portál tunelu pod Pastýřskou stěnou (Schäferwandtunnel)                           | Labské nábř.                          | Bernhard Grueber                                          | 1851                                                           | Tunel na trati Děčín–Drážďany Archivováno 7. 9. 2023 na Wayback Machine. |
|                                             | někdejší renesanční pevnost v Rozbělesích                                         | Ústecká 1975/12                       | přestavěna na skolu                                       | 1846/16. stol.                                                 | v MČ Děčín-Rozbělesy |
| Městská část Děčín VI-Letná (Herbstwiese)   |                                                                                   |                                       |                                                           |                                                                | |
|                                             | kostel svatého Jana Nepomuckého s hrobkou Thun-Hohensteinů (č. ÚSKP 37356/5-4102) | U Kaple                               | Friedrich von Schmidt                                     | 1869–1872 na místě starší kaple                                | novogotika |
|                                             | Vyšší technické učiliště a Obchodní škola                                         | Slovanská 1000/55 a 1001/57           | neznámý                                                   | 1924–1926                                                      | [nedostupný zdroj] |
|                                             | vila ředitele Bergmannovách závodů                                                | Klostermannova 869/74                 | Leopold Lustig                                            | 1923/24                                                        | |
|                                             | vila Ing. Emila Lohmara                                                           | Bukurešťská 1087/11                   | Rudolf Perthen                                            | 1930                                                           | modernismus |
|                                             | česká městská a měšťanská škola                                                   | Na Stráni 879/2                       |                                                           |                                                                | |
|                                             | Pivovar Podmokly / Brauerei Bodenbach (č. ÚSKP 11408/5-5775)                      | Sofijská 2/3                          | F. J. Perthen a K. Heidenreich, přestavba: Studio Acht    | původní stavba z roku 1849, přestavěna v roce 1902 a poté 2014 | Archivováno 23. 9. 2023 na Wayback Machine. |
|                                             | vila                                                                              | Mánesova 2022/13                      | Jan Šesták (* 1966), Marek Deyl (* 1976)                  | 2013                                                           | neofunkcionalismus |
| Městská část Děčín IX-Bynov (Bünauburg)     |                                                                                   |                                       |                                                           |                                                                | |
|                                             | kostel Jména Panny Marie                                                          | Bynov, Na Pěšině                      | Paul Krisch, Josef Reihsig                                | 1933                                                           | moderna |